# David Reich von Ehrenberg
David Reich von Ehrenberg, auch David Reich Edler von Ehrenberg auf Reichenhoff (* 22. März 1652 in Breslau; † (nach 1716) Ort unbekannt) war Stadtarzt in Breslau und Mitglied der Gelehrtenakademie „Leopoldina“.

## Leben
David Reich Edler von Ehrenberg war Herr auf Ostrowin und Brixthum. Er war Domherr zu Merseburg und Württemberg-Oelßnischer Rat. Im Jahr 1676 wurde er an der Universität Altdorf zum Doktor der Arzneikunde promoviert. Er war Stadtarzt in Breslau und kaiserlicher Leibarzt. Wirkungsdaten sind noch für 1716 belegt.
Am 2. Mai 1690 wurde David Reich von Ehrenberg mit dem Beinamen HERKULES III. als Mitglied (Matrikel-Nr. 175) in die Leopoldina aufgenommen.

## Publikationen
- Observatio CCXXI : de contusione cranii sine trepanatione curata, 1690.
- Medicina Universalis, menstruo catholico et labore herculeo quaerenda, cui inserta est historia de quibusdam lapidibus curiosis, 1691.
- mit Lamprecht, Johann Günther: Ein Langes Leben/ Und Ein darauf erfolgendes ewiges Heyl/ Wolte Dem Hochwürdig-Wohlgebohrnen Ritter und Herrn/ Herrn David Reich von Ehrenberg/ im Reichenhoff/ Auf Ostrowin und Brixthum/ ... Würtemberg-Oelßnischen Rathe/ Des Hohen-Stifftes zu Merseburg Dohmherrn/ An Seinem erfreuten Geburths-Tage/ War der XXI. May dieses 1716. Jahres nach Cabalistischer Rechnung anzeigen, Straubel 1716.

## Gratulation zum Doktor der Arzneikunde
- Einsiedel, Abraham von; Osterhausen, Ernst Abraham von; Ayrer, Johann Christoph; Willius, Emanuel: Glückwünschender Zuruff/ mit welchen Dem Wohl-Edlen ... David Reich/ von Breßlau/ als Derselbe auf der Hochlöblichen Universität Altdorf am 29. Junii/ Anno 1676. der Artzney Doctor rühmlichst erkläret wurde/ gratuliren wollen etliche desselben gute Freunde, 1676.